# Barbara Wolnicka-Szewczyk
Barbara Wolnicka-Szewczyk (Katovice, 21 de março de 1970) é uma ex-esgrimista polaca, vice-campeã olímpica por equipes nos Jogos de 2000, em Sydney.

## Palmarès
Jogos Olímpicos
| Ano  | Local  | Evento              | Posição | Ref.  |
| ---- | ------ | ------------------- | ------- | ----- |
| 2000 | Sydney | Florete por equipes | 2.ª     | [ 3 ] |

Campeonatos Mundiais
| Ano  | Local             | Evento              | Posição | Ref.        |
| ---- | ----------------- | ------------------- | ------- | ----------- |
| 1999 | Seul              | Florete por equipes | 2.ª     | [ 3 ] [ 4 ] |
| 1998 | La Chaux-de-Fonds | Florete por equipes | 3.ª     | [ 3 ] [ 4 ] |

Campeonatos Europeus
| Ano  | Local   | Evento              | Posição | Ref.  |
| ---- | ------- | ------------------- | ------- | ----- |
| 2000 | Funchal | Florete por equipes | 3.ª     | [ 3 ] |